# Ojoceratops fowleri
Ojoceratops fowleri — вид птахотазових динозаврів родини Цератопсиди (Ceratopsidae). Скам'янілі рештки динозавра знайдені у відкладеннях формування Охо Аламо у штаті Нью-Мексико, США. Динозавр жив у кінці крейдяного періоду, 68 млн років тому. Він схожий на трицератопса, але має квадратніший комір та жив раніше.

## Назва
Назва Ojoceratops утворено від геологічної формації Ojo Alamo, де були знайдені останки і латинізованої форми грецьких слів " ceratops "- означає " рогата морда ", спільний елемент, властивий більшості представників групи цератопсів. Назва виду дана на честь палеонтологів — Денвера Фаулера (Denver Fowler) і його батька Уорика Фаулера (Warwick Fowler).